# 布西尼亚克堡
布西尼亚克堡（法語：La Bastide-de-Bousignac，法語發音：[la bastid də buziɲak]）是法国阿列日省的一个市镇，位于该省东部偏北，属于帕米耶区。

## 地理
布西尼亚克堡（43°3'13"N, 1°53'7"E）面积12.53 平方千米，位于法国奧克西塔尼大區阿列日省，该省份为法国西南部内陆省份，西部和北部与上加龙省接壤，东临奥德省，东南至东比利牛斯省接壤，南与安道尔和西班牙接壤。
与布西尼亚克堡接壤的市镇（或旧市镇、城区）包括：贝塞、丹村、拉加尔德、米尔普瓦、鲁芒古、圣瑞利安德格拉斯-卡普、圣康坦拉图尔、阿列日省特鲁瓦。

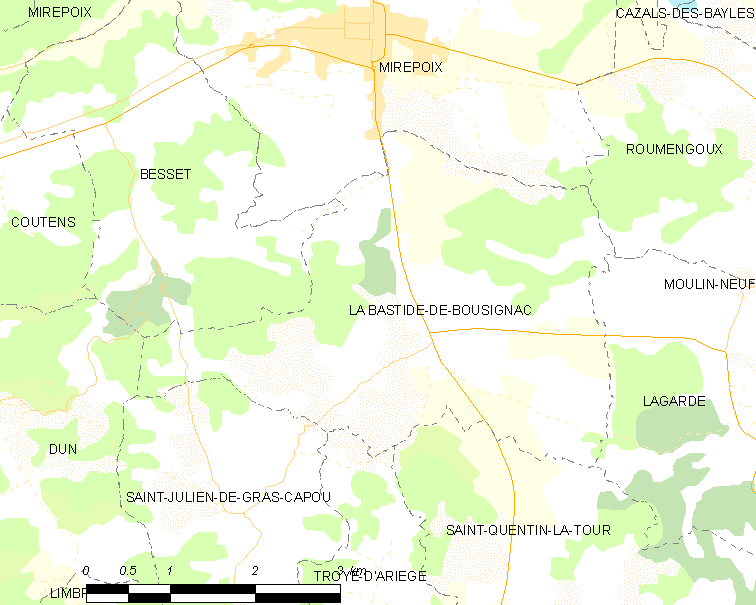
布西尼亚克堡的OSM定位图

布西尼亚克堡的时区为UTC+01:00、UTC+02:00（夏令时）。

## 行政
布西尼亚克堡的邮政编码为09500，INSEE市镇编码为09039。

## 政治
布西尼亚克堡所属的省级选区为米尔普瓦县。

## 人口

1962-2008年间布西尼亚克堡人口变化图示

布西尼亚克堡于2022年1月1日时的人口数量为336人。